# ドリーム (YouTuber)
ドリーム（Dream、1999年8月23日 - ）は、アメリカ合衆国のYouTuber、Twitch配信者、スピードランナー、およびミュージシャンで、主に『Minecraft』のコンテンツの制作で知られている。本名はクレイ（Clay）。
ドリームは2014年からオンラインで活動しているが、2019年にYouTubeシリーズ「Minecraft Manhunt」を公開したことで大きな人気を獲得した。ドリームはMinecraftのスピードランでも注目されたが、いくつかの記録はオンラインゲームにおける不正行為の証拠により無効とされた。ドリームが招待制で運営するサバイバルマルチプレイヤー（SMP）MinecraftサーバーのDream SMPで制作されたコンテンツも、注目と称賛、そして人気のあるFandomを集めた。
2023年8月12日現在時点で、彼の7つのYouTubeチャンネルは合計で4291万以上の登録者を抱えており、合計で39億4000万回以上の再生回数を記録し、彼の2つのTwitchチャンネルは合計で699万人以上のフォロワーを獲得している。ドリームは、Streamy Awardのゲーミング部門で、2020年、2021年、2023年に受賞している。

## 来歴

### 初期のキャリア（2014年 - 2020年）
ドリームは2014年2月8日にYouTubeアカウントを作成し、2019年7月から定期的に動画の投稿を開始した。ドリームのチャンネルでアクセス可能な最も古い動画は、視聴者を引きつけるために、わざとMinecraftを下手にプレイするといったもの。2022年12月現在、この動画は1800万回再生されている。
2019年7月、ドリームはYouTuberのピューディパイが遊んでいたMinecraftの世界のシード値を、オンラインフォーラムから学んだリバースエンジニアリングのテクニックを使って突き止めた。 2019年11月、ドリームは「Minecraft, But Item Drops Are Random And Multiplied...」と題した動画を投稿し、2021年1月現在で4900万回再生されている。
2020年12月、YouTubeは毎年恒例の「YouTube Rewind」シリーズに代わり、トップトレンド動画とクリエイターのリストを発表した。米国のリストでは、YouTubeはドリームの「Minecraft Speedrunner VS 3 Hunters GRAND FINALE」動画を「トップトレンド動画」の7位にランク付けし、ドリームを「トップクリエイター」の2位と「ブレイクアウトクリエイター」の1位にランク付けした。
2020年11月のライブ配信は、同時接続者数70万人を記録し、2021年1月の時点で歴代6位となっている。 2020年12月のPolygonの記事では、「2020年はドリームにとってとてつもない年だった」と述べられており、「YouTubeで現在最大のゲームチャンネル」と評されている。
2021年1月のBusiness Insiderの記事では、2019年から2020年にかけてのドリームの成長は「YouTubeのアルゴリズムを理解しているため」とし、「適切な場所にキーワードを置き、トレンドを利用し、ファンがクリックしたくなるようなサムネイルを作っている」と述べている。
ドリームは、同じYouTuberのSapnapとGeorgeNotFoundとともに「Dream Team」のメンバーである。また、同じアメリカ合衆国のYouTuberであるTechnobladeと「最高のMinecraftプレイヤー」の座をかけて切磋琢磨していた。

### Minecraft ManhuntとDream SMP（2020年 - 現在）
ドリームの最も視聴されているシリーズは「Minecraft Manhunt」である。 ドリームはこのシリーズの最初の動画である「Minecraft Speedrunner VS Hunter (FIRST EVER)」を投稿し、その動画は1500万回以上再生され、67万の高評価を獲得した。
Minecraft Manhuntの動画の多くは数千万回再生されており、そのうちの1つはYouTubeの2020年のトップトレンド動画で6位にランクインしている。 2023年1月の時点で、Minecraft Manhuntシリーズで最も視聴されたのは「Minecraft Speedrunner VS 3 Hunters GRAND FINALE」であり、1億1700万回再生されている。
2020年4月、Minecraftのバージョンである20w17aがリリースされた直後、GeorgeNotFoundと共にMinecraftの招待制サーバーであるDream SMPを設立した。時が経つにつれ、トミー・イニット、Technoblade、ウィルバー・スートなど、「Dream Team」以外の著名なMinecraftのYouTuberなどがサーバーに招待されるようになった。ドリーム SMPはYoutubeとTwitchでライブ配信され、2021年1月中に、100万人以上がドリーム SMPのライブを視聴した。
2020年を通して、Noxcrewが主催する毎月開催されるMinecraftの大会であるMCチャンピオンシップの著名な参加者だった。ドリームは第8回と第11回のMCチャンピオンシップの両方で優勝した。 2020年9月には、第10回MCチャンピオンシップ中に、彼はチャリティーのためにプレイし、約3400ドル (約52万円)を集めた。
2021年4月26日、YouTuberのMrBeastのファストフードレストランチェーン「MrBeast Burger」がドリームとのコラボレーションとして「ドリームバーガー」を期間限定メニューとして発売した。

## 音楽活動
2021年2月4日、ドリームはPmBataとコラボしたデビューシングル「Roadtrip」をリリースし、YouTubeで2500万回以上の再生回数を記録した。
2021年5月20日、ドリームは2枚目のシングル「Mask」をリリースし、YouTubeで3600万回以上の再生回数を記録した。「Mask」のミュージック・ビデオは同年6月にリリースされたが、後に削除された。この曲とミュージック・ビデオは、処方薬の否定的な描写など、歌詞やアニメーションの内容について批判にさらされた。彼は処方されたADHDの薬を服用した自身の否定的な経験を描写し、作品の中でそれらを「普通の薬」と呼んでいる。 
2021年8月19日、ドリームはアメリカのシンガーソングライター、アレック・ベンジャミンとのコラボレーションによる3枚目のシングル「Change My Clothes」をリリースし、YouTubeで830万回以上の再生回数を獲得した。
ドリームの4枚目のシングル「Until I End Up Dead」は、2022年12月にリパブリック・レコードと契約した後、2023年6月23日にマーキュリー・レコードとリパブリック・レコードを通じてリリースされた。これはメジャーレーベルからリリースされた最初の曲となった。 2023年7月26日、ドリームはミニ・アルバム『To Whoever Wants to Hear』が2023年9月1日にリリースされ、7曲が収録されることを発表した。収録される予定のシングルであるヤング・グレイビーとの「Everest」は2023年7月28日にリリースされ、 2023年8月9日にはミュージック・ビデオがリリースされた。2番目のトラックである「Kind of Love」のミュージック・ビデオは、リリース前日の2023年8月31日にリリースされた。 ミニ・アルバムはビルボード200チャートで173位にランクインした。

## 世間のイメージ
2021年のSurveyMonkeyの世論調査では、回答者の59.7%が彼に対して好意的な見方をしており、22.1%が好意的ではない見方をしている。
2021年6月30日、ドリームは14万米ドル（ファンからの寄付9万米ドルとDream Teamからの寄付5万米ドル）をLGBTの若者のための慈善団体であるThe Trevor Projectに寄付したと発表した。
YouTuberのTechnobladeが癌の診断を受けて、ドリームは2021年8月下旬に癌研究に21万409米ドルを寄付した。ドリームはそれ以来、Technobladeの父親（オンライン上のペンネーム「Mr. Technodad」で活動）と共同で組織した他の多くの癌慈善活動に参加している。

### Minecraftスピードランでの不正疑惑
2020年10月初旬、ドリームはMinecraftのスピードランをライブ配信し、speedrun.comにタイムの1つを提出した。ドリームは当時「1.16+ランダムシードグリッチレス」部門で5位となっていた。これらのスピードランでのドリームの不正行為の告発は、10月16日に最初に告発され、別のMinecraftスピードランナーが、現在削除されているTwitter投稿で、ドリームが提出したスピードランで主要アイテムのドロップ率が高いと報告した。 ドリームはTwitterで、不正行為をする理由はなく、ドロップ率を上げるためのコーディング知識がなく、データは厳選されたと主張した。
2020年12月11日、2か月の調査の後、speedrun.comのMinecraft検証チームは、リーダーボードからドリームの記録を削除した。チームは、ゲームを攻略するために必要な特定のアイテムを入手する確率を通常よりも高くするためにゲームが改造されたと結論付けた。
YouTubeで、ドリームは不正行為の告発は真実ではないと主張した。speedrun.com による報告に応えて、ドリームは、ドリームが天体物理学者であると主張した匿名の統計学者に分析、報告を依頼し、ドリームがアイテムを入手する実際の確率は1000万分の1であると主張した。
2021年5月30日、ドリームは書面による声明の中で、アイテムのドロップ確率を変更するMinecraftのModを実際に使用していたと述べたが、Modの追加は意図的ではないと主張した。ドリームによると、これは、ドリームのYouTubeチャンネル用に書かれたクライアントModへの未知の変更の結果だった。ドリームの声明の中で、ドリームはアイテムの変更がModの開発者によって変更されたと述べ、2021年2月まで追加に気づかなかったと述べた。

## 私生活
ドリームはアメリカ人であり、2022年現在、YouTuberであるGeorgeNotFoundとSapnapとともにフロリダ州オーランドに住んでいる。ドリームの匿名のアバターは、彼の元恋人がDiscordに投稿した写真に触発された。彼は「パッチズ」という名前のペットの猫を飼っている。
2022年9月19日、ドリームは次に投稿するYouTube動画で初めて顔を公開すると述べた。彼は13日後の2022年10月2日に、「hi, I'm Dream.」と題されたYouTube動画で顔を公開した。ドリームが顔を公開することにしたのは、友人と会ったり、新しいタイプのコンテンツの作成を模索したり、家の外でもっと仕事をしたりしたかったからだという。また、彼は「より多くの現実世界での動画」を投稿するが、「Minecraftの動画にフェイスカメラを追加する予定はない」と述べた。ドリームの顔公開は、オンライン上で肯定的なコメントと否定的なコメントの両方を引き起こした。ドリームの顔公開動画は、24時間以内に2190万回以上の再生回数と250万件以上の高評価を獲得した。2024年5月現在、この動画は6290万回以上の再生回数と460万件以上の高評価を獲得しており、ドリームのYouTubeチャンネルで13番目に再生回数の多い動画となっている。反発を受け、ドリームは2023年6月に動画を削除した。2023年9月現在、動画は復元されている。
タイム誌は、「ドリームの匿名性は、彼のオンライン上の人格の最も魅力的な側面の1つであり、その興味をそそる魅力と彼の活気に満ちた性格が相まって、ソーシャルメディアプラットフォーム全体で忠実なフォロワーを獲得するのに役立っています」と述べた。2021年にYouTuberのアンソニー・パディーヤとのインタビューで、ドリームは匿名のままでいるつもりはなかったが、彼のアイデンティティのこの側面は、当時は放棄するにはオンライン上の人格にとって重要すぎるものになったと説明した。

## ディスコグラフィ

### アルバム
| タイトル                 | 詳細                                                              | 最高位 |
| タイトル                 | 詳細                                                              | US     |
| ------------------------ | ----------------------------------------------------------------- | ------ |
| To Whoever Wants to Hear | - リリース日: 2023年9月1日 - レーベル: マーキュリー、リパブリック | 173    |

### シングル
| タイトル                                   | 年   | チャート最高位 | チャート最高位 | チャート最高位 | チャート最高位 | チャート最高位 | チャート最高位 | 収録アルバム             |
| タイトル                                   | 年   | CAN            | HUN            | IRE            | NZ             | SWE Heat.      | UK             | 収録アルバム             |
| ------------------------------------------ | ---- | -------------- | -------------- | -------------- | -------------- | -------------- | -------------- | ------------------------ |
| 「Roadtrip」 (with PmBata)                 | 2021 | 87             | —              | 70             | —              | —              | 75             |                          |
| 「Mask」                                   | 2021 | 96             | 37             | 43             | —              | —              | 38             |                          |
| 「Change My Clothes」 (with Alec Benjamin) | 2021 | —              | 31             | 70             | —              | 13             | 67             |                          |
| 「Until I End Up Dead」                    | 2023 | —              | —              | —              | 34             | —              | —              | To Whoever Wants to Hear |
| 「Everest」 (with Yung Gravy)              | 2023 | —              | —              | —              | 37             | —              | —              | To Whoever Wants to Hear |

### ミュージック・ビデオ
| タイトル                      | 年   | 監督                               | アルバム                 | 出典   |
| ----------------------------- | ---- | ---------------------------------- | ------------------------ | ------ |
| 「Mask」                      | 2021 | Xoriak                             |                          | [ 65 ] |
| 「Until I End Up Dead」       | 2023 | Ethan Frank, Neema Sadeghi & Dream | To Whoever Wants to Hear | [ 66 ] |
| 「Everest」 (with Yung Gravy) | 2023 | Kevin Aguirre                      | To Whoever Wants to Hear | [ 67 ] |
| 「Kind of Love」              | 2023 | —                                  | To Whoever Wants to Hear | [ 68 ] |

## 受賞とノミネート
| 年   | 賞              | カテゴリ                                 | 結果       | 出典   |
| ---- | --------------- | ---------------------------------------- | ---------- | ------ |
| 2020 | ストリーミー賞  | ゲーミング                               | 受賞       | [ 69 ] |
| 2020 | ストリーミー賞  | ブレイクアウトクリエイター               | ノミネート | [ 69 ] |
| 2021 | ストリーミー賞  | ゲーミング                               | 受賞       | [ 70 ] |
| 2021 | ストリーミー賞  | クリエイター・オブ・ザ・イヤー           | ノミネート | [ 70 ] |
| 2021 | The Game Awards | コンテンツクリエイター・オブ・ザ・イヤー | 受賞       | [ 71 ] |
| 2022 | ストリーミー賞  | クリエイター・オブ・ザ・イヤー           | ノミネート | [ 72 ] |
| 2022 | ストリーミー賞  | ゲーマー                                 | ノミネート | [ 72 ] |
| 2023 | ストリーミー賞  | ゲーマー                                 | 受賞       | [ 73 ] |

| 出版           | 年   | 世界記録                                       | R. 結果 | 出典   |
| -------------- | ---- | ---------------------------------------------- | ------- | ------ |
| ギネス世界記録 | 2022 | YouTubeで登録者数が最も多いMinecraftチャンネル | 記録    | [ 74 ] |
| ギネス世界記録 | 2022 | YouTubeで最も視聴されたMinecraftの動画         | 記録    | [ 74 ] |

## フィルモグラフィ

### ミュージック・ビデオ
| 年   | タイトル                | 役割   | 出典   |
| ---- | ----------------------- | ------ | ------ |
| 2023 | 「Until I End Up Dead」 | 彼自身 | [ 75 ] |
| 2023 | 「Everest」             | 彼自身 | [ 67 ] |
| 2023 | 「Kind of Love」        | 彼自身 | [ 68 ] |